# Thitipan Puangchan
Thitipan Puangchan (in thailandese ฐิติพันธ์ พ่วงจันทร์; Suphanburi, 1º settembre 1993) è un calciatore thailandese, centrocampista del Bangkok Utd in prestito dal Bangkok Glass e della Nazionale thailandese.

## Caratteristiche tecniche
È un centrocampista centrale.

## Carriera

### Club
Ha giocato nella prima divisione thailandese e, per una stagione (con l'Oita Trinita) in quella giapponese.

### Nazionale
Con la nazionale thailandese ha preso parte alla Coppa d'Asia 2019.

## Statistiche

### Cronologia presenze e reti in nazionale
| Cronologia completa delle presenze e delle reti in nazionale ― Thailandia | Cronologia completa delle presenze e delle reti in nazionale ― Thailandia | Cronologia completa delle presenze e delle reti in nazionale ― Thailandia | Cronologia completa delle presenze e delle reti in nazionale ― Thailandia | Cronologia completa delle presenze e delle reti in nazionale ― Thailandia | Cronologia completa delle presenze e delle reti in nazionale ― Thailandia | Cronologia completa delle presenze e delle reti in nazionale ― Thailandia | Cronologia completa delle presenze e delle reti in nazionale ― Thailandia |
| Data                                                                      | Città                                                                     | In casa                                                                   | Risultato                                                                 | Ospiti                                                                    | Competizione                                                              | Reti                                                                      | Note                                                                      |
| ------------------------------------------------------------------------- | ------------------------------------------------------------------------- | ------------------------------------------------------------------------- | ------------------------------------------------------------------------- | ------------------------------------------------------------------------- | ------------------------------------------------------------------------- | ------------------------------------------------------------------------- | ------------------------------------------------------------------------- |
| 06-01-2019                                                                | Abu Dhabi                                                                 | Thailandia                                                                | 1 – 4                                                                     | India                                                                     | Coppa d'Asia 2019 - 1º turno                                              | -                                                                         |                                                                           |
| 10-01-2019                                                                | Dubai                                                                     | Bahrein                                                                   | 0 – 1                                                                     | Thailandia                                                                | Coppa d'Asia 2019 - 1º turno                                              | -                                                                         |                                                                           |
| 14-01-2019                                                                | al-'Ayn                                                                   | Emirati Arabi Uniti                                                       | 1 – 1                                                                     | Thailandia                                                                | Coppa d'Asia 2019 - 1º turno                                              | 1                                                                         |                                                                           |
| 20-01-2019                                                                | al-'Ayn                                                                   | Thailandia                                                                | 1 – 2                                                                     | Cina                                                                      | Coppa d'Asia 2019 - Ottavi di finale                                      | -                                                                         | 8’                                                                        |
| 21-03-2019                                                                | Nanning                                                                   | Cina                                                                      | 0 – 1                                                                     | Thailandia                                                                | Cina Cup - Semifinale                                                     | -                                                                         | 90+3’                                                                     |
| Totale                                                                    |                                                                           | Presenze                                                                  | 5                                                                         |                                                                           | Reti                                                                      | 1                                                                         |                                                                           |